# Beersel (község)
Beersel község  a belgiumi Flamand-Brabant tartomány területén, a Halle-Vilvoorde járásban található. A község összlakossága meghaladja a 23 500 főt (2007. január 1-jei adat), teljes területe 30,01 km², az átlagos népsűrűség a község területén 781 fő per km².
A község Brüsszeltől kb. 12 km-re délnyugatra található, a belvárosból az Alsmebergsesteenweg-en vagy az R0 körgyűrűn át közelíthető meg.

## Közigazgatás
A község 1977. január 1-jén alakult meg, amikor Beersel városának önkormányzatát összevonták a környező településekkel.

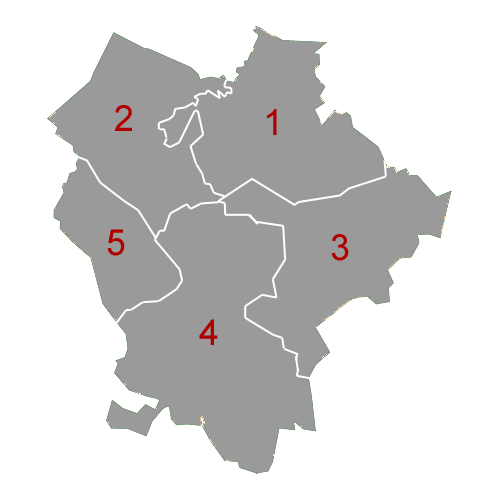
Berseel község térképe

1. Beersel

2. Lot

3. Alsemberg

4. Dworp

5. Huizingen

## Látnivalók, érdekességek
- Beersel
  - Kastel van Beersel
  - Sint-Lambertuskerk van Beersel
- Lot
  - Sint-Jobskapel
  - Sint-Jozefskerk
- Alsemberg
  - Onze-Lieve-Vrouwekerk van Alsemberg
  - Herisemmolen - 19. századi papírmalom